# Rangaku
Rangaku (Japans: 蘭学) is de Japanse 'Nederlandkunde', de studie van het Westen (Europa) zoals deze lange tijd in Japan bedreven is gedurende de tijd dat de Hollandse handelspost op Dejima de enige verbinding met de buitenwereld en met name het westen was.

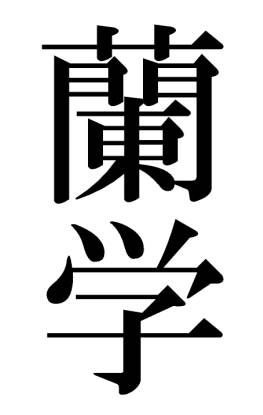
Japanse ideogrammen voor "Rangaku".
Het eerste teken "Ran" is een afkorting van de fonetische transcriptie voor "Holland" (geschreven 阿蘭陀 "O-Ran-Da", afgekort tot het middelste teken 蘭 "Ran"). Het tweede teken "Gaku" betekent "Studie/Kunde".

De Japanse Nederlandkunde stelde het land in staat kennis te nemen van de ontwikkelingen in de westerse technologie en heelkunde in de periode 1641–1853, die bekendstaat als de sakoku ofwel isolatie door het Tokugawa-shogunaat.
In 1720 werd het verbod op Nederlandse boeken opgeheven, waardoor honderden geleerden Nagasaki binnenstroomden om Europese wetenschap en kunst te bestuderen. Rangaku is er in belangrijke mate voor verantwoordelijk dat Japan voldoende op de hoogte bleef van de technologische revolutie die zich in deze tijd in Europa voltrok.

## Geschiedenis
Na 1639 was de Vereenigde Oostindische Compagnie de enige westerse handelspartner die nog in Japan gedoogd werd, waarbij hun doen en laten wel streng werd gecontroleerd. Aanvankelijk was een jaarlijks bezoek aan Edo de enige gelegenheid het kleine eilandje Dejima te verlaten. De vreemdelingen op het eiland waren echter een bron van informatie voor de Japanners, die boeken over westerse wetenswaardigheden kochten en vertaalden en via hen interessante zaken uit het westen verkregen. Met de vestiging van een vaste post voor een chirurg op de Nederlandse handelspost Dejima begonnen hooggeplaatste Japanse functionarissen om behandeling te vragen in gevallen waarin lokale artsen niet konden helpen. Een van de belangrijkste chirurgen was Caspar Schamberger, die een blijvende interesse wekte voor medische boeken, instrumenten, geneesmiddelen, behandelmethoden enz. In de tweede helft van de 17e eeuw bestelden hoge ambtenaren telescopen, klokken, olieverfschilderijen, microscopen, brillen, kaarten, globes, vogels, honden, ezels en andere rariteiten voor hun persoonlijk vermaak en voor wetenschappelijke studies. Er werden ook technische demonstraties gehouden, bijvoorbeeld van elektrische verschijnselen en in het begin van de negentiende eeuw van een heteluchtballon.

## Blijvende invloed van Rangaku
Geleerden van Rangaku bleven een sleutelrol spelen in de modernisering van Japan. Geleerden zoals Fukuzawa Yukichi, Ōtori Keisuke, Yoshida Shōin, Katsu Kaishū en Sakamoto Ryōma bouwden voort op de kennis die was opgedaan tijdens het isolement van Japan en verschoven vervolgens geleidelijk de belangrijkste leertaal van Nederlands naar Engels. Aangezien deze Rangaku-geleerden gewoonlijk een pro-westers standpunt innamen, wat in overeenstemming was met het beleid van het shogunaat (Bakufu), maar tegen anti-buitenlandse imperialistische bewegingen, werden er verschillende vermoord, zoals Sakuma Shōzan in 1864 en Sakamoto Ryōma in 1867.

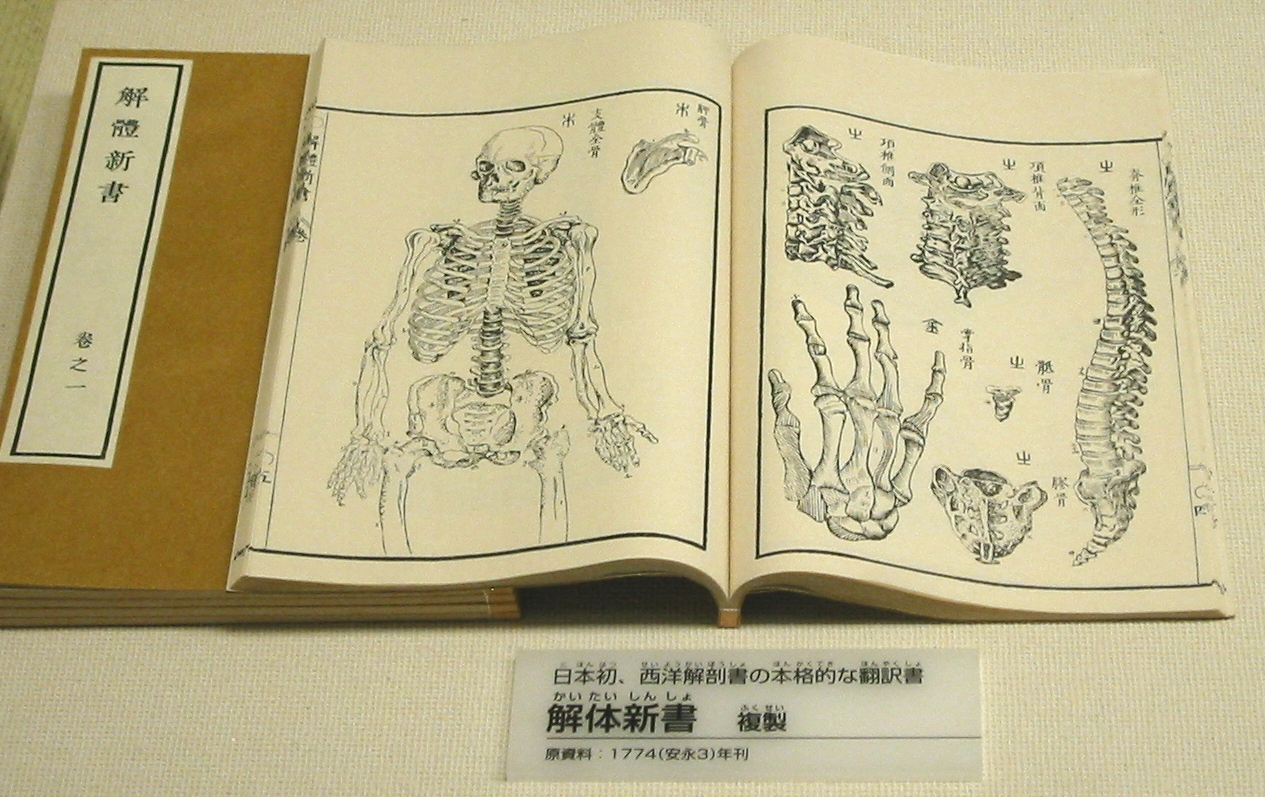
Japans eerste volledige vertaling van een westers boek over anatomie (Kaitai Shinsho), gepubliceerd in 1774. (National Museum of Nature and Science, Tokio).
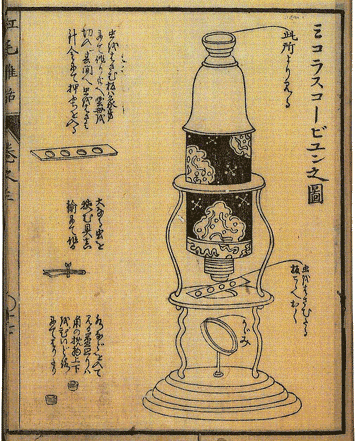
Beschrijving van een microscoop in Verschillende verhalen over de Hollanders, 1787.
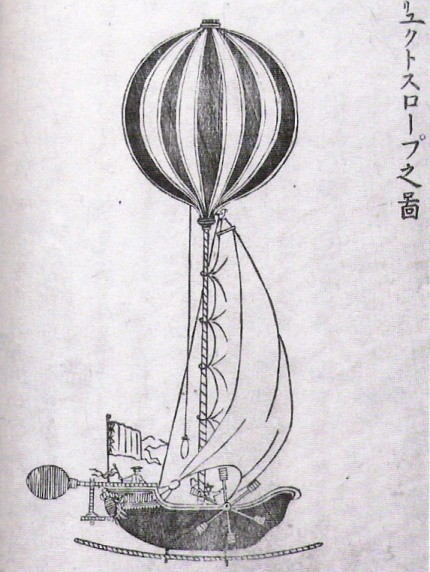
Tekening van een westerse heteluchtballon in Verschillende verhalen over de Hollanders, 1787.